# Szkoły narodowe w muzyce
Szkoły narodowe powstały w XIX wieku.

Budząca się w XIX wieku świadomość narodowa nie pozostała bez wpływu na muzykę. Idee narodowej odrębności wywołały zainteresowanie kompozytorów rodzimym folklorem, sięgano do narodowych mitów, legend, czy wydarzeń historycznych.
Najbardziej znaną wówczas szkołą narodową była rosyjska Potężna Gromadka. Na jej działalność ogromny wpływ wywarli: Michaił Glinka, uznawany za ojca narodowej opery rosyjskiej i Aleksandr Dargomyżski (też Modest Musorgski).
Najwcześniej jednak kierunek zwany narodowym przejawił się w operze niemieckiej, w twórczości Carla Marii von Webera. Inną ważną postacią reprezentującą ów kierunek był Richard Wagner. Odszedł on od tradycyjnej formy opery wykształconej w muzyce włoskiej i francuskiej. Przekształcając ją stworzył odrębną formę muzyczną nazwaną „dramatem muzycznym”. Tematyką dramatu muzycznego były mity, podania i legendy m.in. starogermańskie, na podstawie których stworzył słynną tetralogię pt. „Pierścień Nibelunga” (składał się z czterech dramatów muzycznych pt. „Złoto Renu”, „Walkiria”, „Zygfryd” i „Zmierzch bogów”). W jego twórczości muzyka, słowo, gest, ruch i scenografia tworzą nierozerwalną całość.
Reprezentantami innych szkół narodowych byli m.in.:
- Antonín Dvořák (Czechy)
- Bedřich Smetana (Czechy)
- César Franck (Francja)
- Isaac Albéniz (Hiszpania)
- Manuel de Falla (Hiszpania)
- Carl Orff (Niemcy)
- Edvard Grieg (Norwegia)
- Fryderyk Chopin (Polska)
- Henryk Mikołaj Górecki (Polska)
- Witold Lutosławski (Polska)
- Stanisław Moniuszko (Polska)
- Karol Szymanowski (Polska)
- Béla Bartók (Węgry)

Na początku XX wieku powstała jeszcze jedna szkoła narodowa – żydowska. Stworzyli ją muzycy żydowscy zamieszkujący w Rosji, a po rewolucji także w Niemczech. Zachęcił ich do tego Nikołaj Rimski-Korsakow. Zachęcał muzyków z żydowskich środowisk, żeby dokumentowali swój folklor, a potem wykorzystywali go w utworach koncertowych. Głównym reprezentantem był Aleksandr Weprik.